# Tarcisio Pisani
Tarcisio Pisani (Morano Calabro, 15 luglio 1929 – Gravina in Puglia, 14 marzo 1994) è stato un vescovo cattolico italiano.

## Biografia
Nato a Morano Calabro, in provincia di Cosenza, nel 1929, fu educato sin da piccolo nella scuola dell'Ordine dei Minimi a Paola (Cosenza), dove compì gli studi ginnasiali e l'anno di noviziato. Compie la professione solenne il 29 settembre 1947 e quella solenne l'8 dicembre 1950. Fu ordinato presbitero il 28 novembre 1954.

### Ministero presbiterale
Lavorando nel campo della formazione, prima a Grottaglie nel 1955, poi a Paola dal 1955 al 1967, mostrò grande sensibilità verso il mondo giovanile. Superiore e parroco a Nicastro, dal 1967 al 1971, venne scelto come assistente, nel 1968 e dal 1971 al 1977, e come superiore provinciale a Paola. Ricoprì questo incarico fino alla sua nomina episcopale.
Nel corso del suo servizio quale superiore, si preoccupò dell'assenza nella città natale del fondatore dell'Ordine, del ramo femminile. Per questo diede il via all'iter, proseguito dal suo successore Giuseppe Fiorini Morosini, che fece giungere le prime sorelle nel 1993.

### Ministero episcopale
Il 28 giugno 1982 papa Giovanni Paolo II lo elesse vescovo di Gravina e prelato di Altamura e Acquaviva delle Fonti. Ricevette la consacrazione episcopale, presso la Basilica Santuario di San Francesco da Paola in Paola, il 12 settembre 1982 per l'imposizione delle mani dell'arcivescovo Lucas Moreira Neves, segretario della Congregazione per i vescovi, e degli arcivescovi co-consacranti Aureliano Sorrentino, arcivescovo metropolita di Reggio Calabria, e Guglielmo Motolese, arcivescovo metropolita di Taranto. In diocesi contribuì alla realizzazione, a Gravina in Puglia, della nuova sede del seminario, intitolata a papa Benedetto XIII.
Nel 1984, in occasione del 750o anniversario della canonizzazione di san Domenico di Guzman, accolse il cardinale domenicano Mario Luigi Ciappi presso la parrocchia di San Domenico in Gravina in Puglia.
Fu il primo vescovo della nuova diocesi di Altamura-Gravina-Acquaviva delle Fonti, costituita con decreto della Congregazione per i vescovi del 30 settembre 1986. Il 1 gennaio 1988 firmò il primo decreto episcopale di riconoscimento canonico della Comunità di Gesù, un'associazione internazionale di fedeli. Ne divenne così il primo assistente ecclesiale, ruolo in cui gli succederà il vescovo Mario Paciello, che promulgherà il decreto definitivo di erezione canonica. Il 9 ottobre 1988 accompagna in una breve visita a Gravina in Puglia il cardinale Joseph Ratzinger, dopo le celebrazioni per la chiusura dell'anno mariano presso il santuario di Santa Maria di Picciano. Il 7 dicembre successivo accoglie il cardinale Francis Arinze, invitato in diocesi per il trentesimo anniversario dell'istituzione della parrocchia di San Domenico in Gravina in Puglia.
Si spense il 14 marzo 1994, a 64 anni, nell'episcopio di Gravina in Puglia, dopo dodici anni di ministero pastorale. Le sue spoglie riposano presso il cimitero di Paola. A 20 anni dalla sua morte, il 14 marzo 2014, presso la cattedrale di Santa Maria Assunta in Altamura, l'arcivescovo Giovanni Ricchiuti, presiede una concelebrazione in suo ricordo.

## Genealogia episcopale
La genealogia episcopale è:
- Cardinale Scipione Rebiba
- Cardinale Giulio Antonio Santori
- Cardinale Girolamo Bernerio, O.P.
- Arcivescovo Galeazzo Sanvitale
- Cardinale Ludovico Ludovisi
- Cardinale Luigi Caetani
- Cardinale Ulderico Carpegna
- Cardinale Paluzzo Paluzzi Altieri degli Albertoni
- Papa Benedetto XIII
- Papa Benedetto XIV
- Papa Clemente XIII
- Cardinale Bernardino Giraud
- Cardinale Alessandro Mattei
- Cardinale Pietro Francesco Galleffi
- Cardinale Giacomo Filippo Fransoni
- Cardinale Carlo Sacconi
- Cardinale Edward Henry Howard
- Cardinale Mariano Rampolla del Tindaro
- Cardinale Rafael Merry del Val
- Arcivescovo Duarte Leopoldo e Silva
- Arcivescovo Paulo de Tarso Campos
- Cardinale Agnelo Rossi
- Cardinale Lucas Moreira Neves
- Vescovo Tarcisio Pisani, O.M.